# Famaillá
Famaillá è una città dell'Argentina, appartenente alla provincia di Tucumán, situata a 35 km a sud-ovest del capoluogo provinciale San Miguel de Tucumán.